# Mart Tarmak

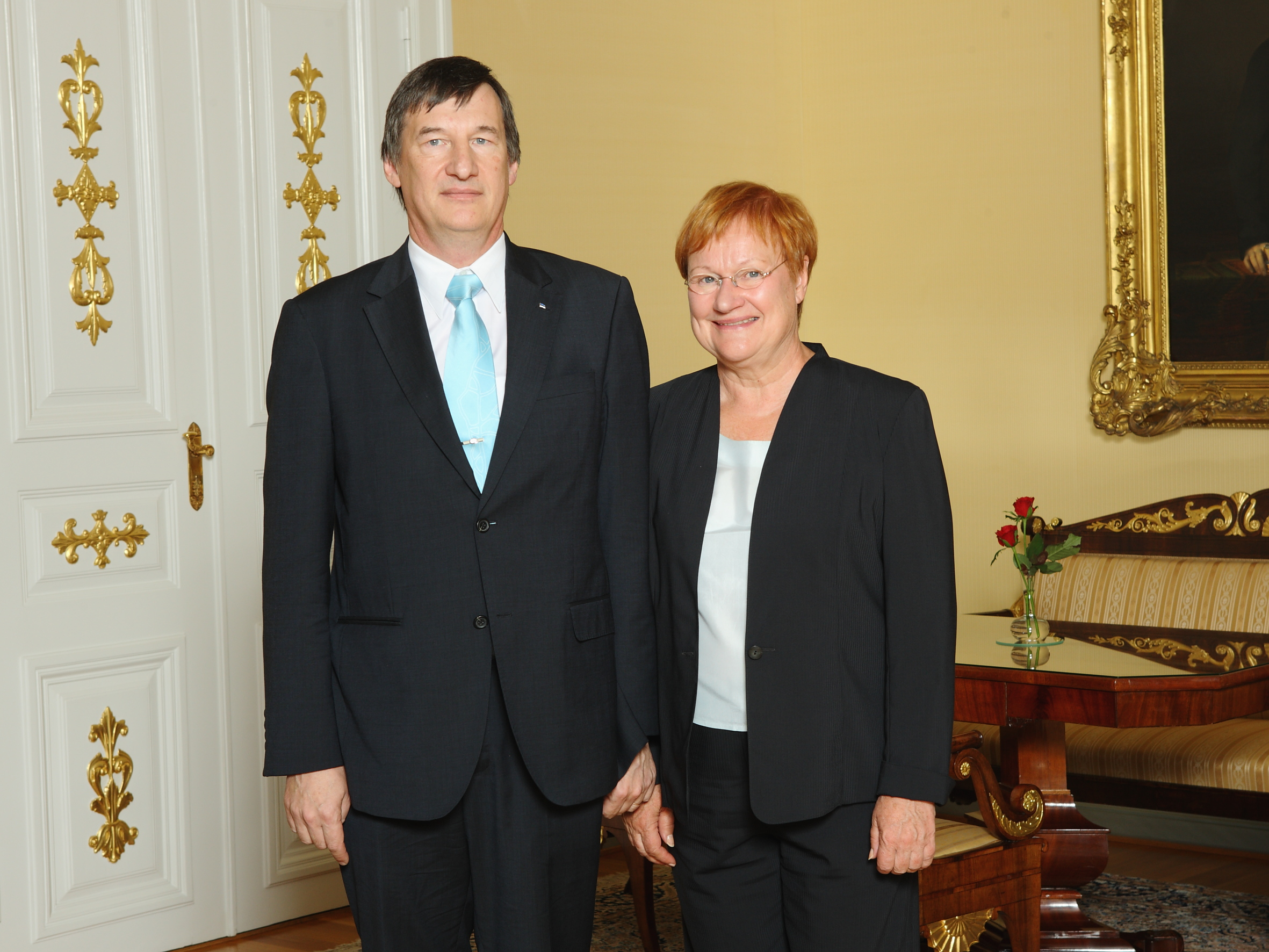
Mart Tarmak và Tarja Halonen năm 2010

Mart Tarmak (tên sử dụng cho đến năm 1976 là Mart Muttikas; sinh ngày 10 tháng 4 năm 1955 tại Tallinn) là một nhà ngoại giao và nhân viên thể thao người Estonia.
Từ năm 1989, ông là thành viên của Ủy ban Olympic Estonia.
Các chức vụ ngoại giao:
- 2006-2010 Đại sứ Estonia tại Bồ Đào Nha
- 2008-2011 Đại sứ Estonia tại Maroc
- 2010-2014 Đại sứ Estonia tại Phần Lan
- 2014 / 2015-2020 Đại sứ Estonia tại Brazil, Colombia, Peru và Chile

Năm 2005, anh được trao tặng Huân chương Chữ thập đỏ Estonia hạng V.